# Aleksandra (córka Jana Hirkana II)
Aleksandra (zm. 28/27 p.n.e.) - królewna żydowska z dynastii Hasmoneuszy.
Była córką Jana Hirkana II, króla (później etnarchy) Judei i arcykapłana. Poślubiła swojego stryjecznego brata Aleksandra, syna króla i arcykapłana Arystobula II. Z tego małżeństwa doczekała się syna Arystobula III i córki Mariamme I. Owdowiała w 48 p.n.e.
W 35 p.n.e. straciła syna, który został utopiony na polecenie jej zięcia Heroda Wielkiego. Kilka lat później Herod kazał osądzić i stracić swoją żonę Mariamme I. Niedługo potem Aleksandra została zamordowana na polecenie zięcia.